# James Beggs
James Montgomery Beggs (Pittsburgh, 9 de janeiro de 1926 − Bethesda, 23 de abril de 2020) foi um militar e administrador norte-americano. Formado pela Academia Naval dos Estados Unidos e pela Universidade Harvard, nomeado pelo presidente norte-americano Ronald Reagan, foi o sexto administrador da NASA, entre 1981 e 1985. Morreu em casa em Bethesda, Maryland, em 23 de abril de 2020, aos 94 anos, de insuficiência cardíaca congestiva.